# Mohad Abdikadar Sheikh Ali
Mohad Abdikadar Sheikh Ali (ur. 12 czerwca 1993) – włoski lekkoatleta somalijskiego pochodzenia, specjalizujący się w biegach średnich.
W 2011 zajął 8. miejsce na dystansie 1500 metrów podczas mistrzostw Europy juniorów w Tallinnie, a rok później był jedenasty na mistrzostwach świata do lat 20. Bez powodzenia startował na mistrzostwach Europy w hali (2013) i na otwartym stadionie (2014). W 2015 zdobył srebro młodzieżowego czempionatu Europy w Tallinnie.
Złoty medalista mistrzostw Włoch oraz reprezentant kraju na drużynowych mistrzostwach Europy.

## Osiągnięcia
| Rok  | Impreza                                   | Miejsce   | Konkurencja         | Pozycja     | Wynik   |
| ---- | ----------------------------------------- | --------- | ------------------- | ----------- | ------- |
| 2011 | Mistrzostwa Europy juniorów               | Tallinn   | bieg na 1500 metrów | 8. miejsce  | 3:49,32 |
| 2012 | Mistrzostwa świata juniorów               | Barcelona | bieg na 1500 metrów | 11. miejsce | 3:53,74 |
| 2013 | Halowe mistrzostwa Europy                 | Göteborg  | bieg na 1500 metrów | eliminacje  | 3:47,21 |
| 2014 | Superliga drużynowych mistrzostw Europy   | Brunszwik | bieg na 1500 metrów | 12. miejsce | 3:55,69 |
| 2014 | Mistrzostwa Europy                        | Zurych    | bieg na 1500 metrów | eliminacje  | 3:46,07 |
| 2015 | Młodzieżowe mistrzostwa Europy            | Tallinn   | bieg na 1500 metrów | 2. miejsce  | 3:44,91 |
| 2016 | Mistrzostwa Europy                        | Amsterdam | bieg na 1500 metrów | eliminacje  | 3:42,91 |
| 2018 | Igrzyska śródziemnomorskie                | Tarragona | bieg na 1500 metrów | 5. miejsce  | 3:39,60 |
| 2018 | Mistrzostwa Europy                        | Berlin    | bieg na 1500 metrów | 10. miejsce | 3:39,95 |
| 2021 | Mistrzostwa Europy w biegach przełajowych | Dublin    | sztafeta mieszana   | 8. miejsce  | 18:37   |
| 2023 | Mistrzostwa świata w biegach ulicznych    | Ryga      | bieg na milę        | 26. miejsce | 4:11,60 |
| 2023 | Mistrzostwa Europy w biegach przełajowych | Bruksela  | sztafeta mieszana   | 4. miejsce  | 20:06   |

## Rekordy życiowe
- bieg na 1500 metrów (stadion) – 3:36,54 (2018)
- bieg na 1500 metrów (hala) – 3:42,53 (2018)